# Kirsi Kainulainen
Kirsi Kainulainen (Iisalmi, 23 november 1985) is een Finse motorsporter. In 2016 werd ze de eerste vrouwelijke wereldkampioen wegrace. Kainulainen reed als coureur zowel ijsraces als solowegraces en was van 2015 t/m 2017 actief in het FIM Wereldkampioenschap zijspanrace als bakkenist van Pekka Päivärinta.

## Jeugd
Haar vader Ari en diens broer Juhani deden aan motorrace, ijsracen en motorcross. Kainulainen ging vaak met haar vader mee naar wedstrijden en begon al op zeer jonge leeftijd te rijden op een speciaal voor haar op maat gemaakte kleine bromfiets. Op 10-jarige leeftijd won ze wedstrijden in haar eigen leeftijdsklasse. Al snel reed ze op grotere motorfietsen en in 1996 nam ze op 11-jarige leeftijd op een 80 cc motorfiets deel aan haar eerste nationale motorcross in Hamula, Siilinjärvi. Op 14-jarige leeftijd nam ze deel aan nationale en B-klasse ijsraces en haalde regelmatig een podiumplaats. Ook nam ze deel aan 80 cc motorcross wedstrijden. Op 15-jarige leeftijd reed ze voor het eerst op een wegracer. In haar eerste jaar in het wegracen reed ze in de B-Klasse. Het seizoen daarna eindigde ze als tweede in de B-Klasse. Het volgende seizoen kwam ze uit in de 125 cc A-Klasse, waarin ze in 2006 als derde eindigde in het Finse kampioenschap en in 2007 als derde in het Scandinavische kampioenschap.

## Zijspanrace
In 2013 kwam Kainulainen in contact met zijspanracen en stapte voor het eerst in het zijspan van (toen) viervoudig en regerend wereldkampioen Pekka Päivärinna.
Vanaf het seizoen 2015 werd ze de vaste bakkenist van Päivärinna in de World Series-races, en dat seizoen schreef ze geschiedenis door als eerste vrouw in de zijspanklasse een WK-medaille te winnen toen ze als bakkenist van Pekka Päivärinta op hun 1000 cc LCR-BMW als derde eindigde in het WK, achter wereldkampioenen Bennie Streuer en Geert Koerts en zilveren medaillewinnaars Tim Reeves en Grégory Cluze.
In het seizoen 2016 won ze met Päivärinta in Hongarije op hun 1000 cc LCR-BMW als eerste vrouw een WK-race. Een tweede plaats bij de laatste race van het seizoen op 17 september op Donington Park was voldoende voor Päivärinta en Kainulainen om de combinatie van Tim Reeves en Grégory Cluze voor te blijven in het klassement waardoor Päivärinta voor de vijfde maal en Kainulainen als eerste vrouw wereldkampioen in het wegracen werd. In het seizoen 2017 werden Kainulainen en Päivärinta op hun 600 cc. LCR-Honda tweede in het WK achter de broers Ben en Tom Birchall.
Met Päivärinta nam Kainulainen ook deel aan ijsraces in de zijspanklasse. Ze behaalden in het Finse kampioenschap in 2014 en 2016 de tweede plaats en werden vijfde in 2015.

## Solo
Vanaf het seizoen 2018 ging Kainulainen weer solo racen
In 2018 tekende Kainulainen een contract met het Nederlandse Oosterveen Racing Team en reed in de 600cc NK SuperCup-serie van de OW cup-serie baanmotorrijden, die wordt gereden in Nederland, Duitsland en Frankrijk.
Ze nam deel aan wegraces voor de Finse, Scandinavische en Europese kampioenschappen in de 125 cc en 600 cc klassen
In het seizoen 2019 keerde ze terug naar haar eigen Motorsline Kainulainen-team en nam ze op Suzuki in de Superstock 600 serie (STK600) deel aan races door heet Europa in het internationale Alpe Adria International Motorcycle Championship (voorheen Road racing), en eindigde als 7e in de eindstand. Ook in het coronaseizoen 2020 reed ze op Suzuki in de Superstock 600 in het Alpe Adria International Motorcycle Championship.
Kainulainen was ook in verschillende soloklassen succesvol bij het ijsracen en behaalde op Fins nationaal niveau diverse successen.

## Resultaten
2006: Fins kampioenschap wegrace 125 cc

 2007: Scandinavisch kampioenschap wegrace 125 cc

 2014: Fins kampioenschap IJsrace zijspanklasse (met Pekka Päivärinta)

 2015: Wereldkampioenschap zijspanrace (met Päivärinta)

 2016: Fins kampioenschap IJsrace zijspanklasse (met Päivärinta)

 2016: Wereldkampioenschap zijspanrace (met Päivärinta)

 2017: Wereldkampioenschap zijspanrace (met Päivärinta)

 2020: Fins kampioenschap ijsrace B450 cc-klasse (eerste vrouw in deze klasse op het podium)